# Кан Сон Сан
Кан Сон Сан (кор. 강성산, Gang Seong-san, Kang Songsa; 3 марта 1931, Хамгён-Пукто Японская Корея — 25 июня 2000, Гирин, КНР) — северокорейский политический и государственный деятель, дважды председатель Административного совета КНДР (1984—1986 и 1992—1997).

## Биография
Был дальним родственником Ким Ир Сена по линии матери. Получил образование в Университете имени Ким Ир Сена (1956) и Московском государственном университете (1958), также окончил факультет промышленной инженерии Высшей инженерной школы Пражского университета (1961).
С 1955 года на партийной работе, работал инструктором организационного отдела ЦК Трудовой партии Кореи (ТПК), затем секретарём партийного комитета провинции Чагандо и председателем Народного комитета (главой города) Пхеньяна. В 1973 году стал кандидатом в члены Политбюро партии, а в 1980 году вошел в его состав.
20 января 1975 – 27 января 1977 – председатель комитета (министр) по связи и транспорту Кабинета министров. С января 1976 – заместитель председателя (вице-премьер), с 31 августа 1982 – 1-й заместитель председателя Административного Совета КНДР (1-й вице-премьер).
27 января 1984 года возглавил правительство и занимал должность главы Административного Совета на протяжении почти трёх лет (27 января 1984-29 декабря 1986). Провёл частичную либерализацию экономики: при нём был принят исторический для того времени закон о совместных предприятиях с целью привлечения в экономику иностранных компаний. После ухода с поста был назначен секретарём ЦК ТПК, а в марте 1987 года переведён на должность секретаря партийного комитета и председателя Yародного комитета (губернатора) провинции Хамгён-Пукто. В конце 1991 года район Раджин-Сонбон этой провинции был определён как свободная экономическая и торговая зона. 
С 11 декабря 1992 по 21 февраля 1997 года снова занимал пост главы правительства КНДР. Официально вышел в отставку 21 февраля 1997 года. Скончался в результате обострения сахарного диабета.
Считался сторонником осторожного открытия Северной Кореи внешнему миру и движущей силой переговоров с Южной Кореей, начавшихся в начале 1990-х годов.
Его зять бежал в Южную Корею в июле 1994 года.